# Kakeru Tanigawa
Kakeru Tanigawa (né le 15 février 1999) est un gymnaste artistique japonais. Il est le frère de Wataru Tanigawa.
Il remporte la médaille de bronze par équipes lors des Championnats du monde 2018 et des  Championnats du monde 2019. Il est également médaillé d'argent par équipes aux Jeux asiatiques de 2018.
Lors de l'Universiade d'été de 2019, il est médaillé d'or par équipe et médaillé de bronze au sol.